# Aparcamiento en línea

Maniobra de aparcamiento en línea.

El aparcamiento en línea , aparcamiento en paralelo o aparcamiento en cordón es una forma de estacionamiento de automóviles que consiste en situar el vehículo en una línea paralela al lateral de la calzada, a diferencia del aparcamiento en batería donde se sitúan los vehículos en perpendicular u oblicuamente al borde de la calzada. La maniobra de aparcamiento en línea requiere sobrepasar el hueco donde se va a aparcar y situarse paralelamente al vehículo estacionado delante, con la parte trasera alineada con él. Entonces se debe girar marcha atrás para entrar en el espacio libre y luego enderezar la dirección cuando se ha acercado lo suficiente la parte trasera al borde. Es posible que se tenga que reajustar la posición volviendo a girar hacia delante y atrás si no se ha conseguido alinearse correctamente a la primera o el espacio es muy ajustado.